# Leichtathletik-Halleneuropameisterschaften 2019/Teilnehmer (Autorisierte neutrale Athleten)
| Gelbes Symbol für Goldmedaillen mit stilisierten Olympischen Ringen | Graues Symbol für Silbermedaillen mit stilisierten Olympischen Ringen | Braundes Symbol für Bronzemedaillen mit stilisierten Olympischen Ringen |
| ------------------------------------------------------------------- | --------------------------------------------------------------------- | ----------------------------------------------------------------------- |
| 2                                                                   | —                                                                     | 1                                                                       |

Als Autorisierte neutrale Athleten (englisch Authorised Neutral Athletes) (ANA) wurden vom Europäischen Leichtathletikverband (EAA) fünf Athletinnen und sechs Athleten bei den Leichtathletik-Halleneuropameisterschaften 2019 in Glasgow zugelassen, die drei Medaillen (2 × Gold und 1 × Bronze) errangen sowie eine europäische Jahresbestleistung aufstellten.

## Ergebnisse

### Frauen

#### Laufdisziplinen
| Athletin          | Disziplin   | Vorlauf    | Vorlauf | Halbfinale | Halbfinale | Finale             | Finale             |
| Athletin          | Disziplin   | Zeit       | Platz   | Zeit       | Platz      | Zeit               | Platz              |
| ----------------- | ----------- | ---------- | ------- | ---------- | ---------- | ------------------ | ------------------ |
| Polina Miller     | 400 m       | 53,03 s PB | 11      | 52,46 s PB | 7          | nicht qualifiziert | nicht qualifiziert |
| Mariya Aglitskaya | 60 m Hürden | 8,11 s     | 9       | 8,14 s     | 14         | nicht qualifiziert | nicht qualifiziert |

#### Sprung/Wurf
| Athletin            | Disziplin      | Qualifikation | Qualifikation | Finale             | Finale             |
| Athletin            | Disziplin      | Höhe          | Platz         | Höhe               | Platz              |
| ------------------- | -------------- | ------------- | ------------- | ------------------ | ------------------ |
| Marija Lassizkene   | Hochsprung     | 1,93 m        | 1             | 2,01 m EL          | Gold               |
| Olga Mullina        | Stabhochsprung | 4,50 m =SB    | 11            | nicht qualifiziert | nicht qualifiziert |
| Anschelika Sidorowa | Stabhochsprung | 4,60 m        | 1             | 4,85 m             | Gold               |

### Männer

#### Laufdisziplinen
| Athlet          | Disziplin | Vorlauf     | Vorlauf | Halbfinale | Halbfinale | Finale             | Finale             |
| Athlet          | Disziplin | Zeit        | Platz   | Zeit       | Platz      | Zeit               | Platz              |
| --------------- | --------- | ----------- | ------- | ---------- | ---------- | ------------------ | ------------------ |
| Yegor Nikolajew | 3000 m    | 8:00,71 min | 19      | –––        | –––        | nicht qualifiziert | nicht qualifiziert |

#### Sprung/Wurf
| Athlet           | Disziplin      | Qualifikation | Qualifikation | Finale             | Finale             |
| Athlet           | Disziplin      | Höhe/Weite    | Platz         | Höhe/Weite         | Platz              |
| ---------------- | -------------- | ------------- | ------------- | ------------------ | ------------------ |
| Ilja Iwanjuk     | Hochsprung     | 2,25 m        | 9             | nicht qualifiziert | nicht qualifiziert |
| Georgiy Gorokhov | Stabhochsprung | 5,70 m =PB    | 6             | 5,55 m             | 8                  |
| Alexei Fjodorow  | Dreisprung     | 16,28 m       | 11            | nicht qualifiziert | nicht qualifiziert |
| Maxim Afonin     | Kugelstoßen    | 20,30 m       | 9             | nicht qualifiziert | nicht qualifiziert |

#### Siebenkampf
| Athlet           | Disziplin | 60 m   | Weitsprung | Kugelstoßen | Hochsprung | 60 m Hürden | Stabhochsprung | 1000 m      | Punkte | Platz  |
| ---------------- | --------- | ------ | ---------- | ----------- | ---------- | ----------- | -------------- | ----------- | ------ | ------ |
| Ilja Schkurenjow | Ergebnis  | 7,18 s | 7,66 m     | 14,30 m     | 2,04 m     | 8,02 s      | 5,20 m         | 2:45,35 min | 6145   | Bronze |
| Ilja Schkurenjow | Punkte    | 819    | 975        | 747         | 840        | 977         | 972            | 815         | 6145   | Bronze |